# Râul Oancea, Prut
Râul Oancea este un curs de apă, afluent al râului Prut. 